# Alexander Skarsgård
Alexander Johan Hjalmar Skarsgård (født 25. august 1976) er en svensk skuespiller og instruktør. Han er søn af den svenske skuespiller Stellan Skarsgård, og bror til skuespilleren Gustaf Skarsgård og Bill Skarsgård.

## Liv og karriere
Alexander Skarsgård blev født i Stockholm. Og har tidligere medvirket i flere svenske tv-serier og film. Som nitten årig aftjente han sin værnepligt i en anti-terror enhed i det svenske marineinfanteri. I 2003 blev han normineret til Guldbaggen-prisen for den bedste mandlige birolle i filmen Hundtricket.
Siden 2005, med hans medvirken i Revelations og The Last Drop, begyndte han senere at lave film i udlandet. I 2007 spillede han en af hovedpersonerne som Sgt. Brad Colbert, i den amerikanske miniserie Generation Kill. 
I 2009 optrådte han i musikvideoen til popsangeren Lady Gagas sang "Paparazzi", hvor han til sidst i videoen spiller Lady Gagas kæreste. Han har også tre kommende film hvor han spiller sammen med Kate Bosworth og James Marsden. Filmene i øjeblikket er i post-produktion: Metropia, Beyond Polakken, og Straw Dogs. Straw Dogs er en genindspilning af filmen fra 1971 af samme navn. Optagelserne begyndte i august 2009 og er sat til at blive frigivet i februar 2011.
Alexander er bl.a. også meget kendt for at spille rollen som Eric Northman, i tv-serien True Blood. Til Scream Awards 2009 vandt han en pris for denne rolle.
Privat er han erklæret fan af den stockholmske sportsklub Hammarby IF. Da klubben i 2010 befandt sig i økonomisk krise, donerede han en række signerede effekter, som blev solgt til fordel for klubben
Alexander spiller hovedrollen i den helt nye film: The Legend Of Tarzan. Hvor han bl.a. spiller sammen med Margot Robbie (Jane) og Samuel L Jackson (George Washington Williams)
Filmen har fået 6,8 stjerner ud af 10 på IMDb.

## Udvalgt filmografi
- 1984: Åke och hans värld – Kalle Nubb
- 1987: Idag röd (TV)
- 1989: Hunden som log – Jojjo
- 1999: Vita lögner (TV) – Marcus Englund
- 1999: Happy end – Bamse Viktorsson
- 2000: D-dag – Lise (TV)
- 2000: D-dag (TV)
- 2000: Dykaren – Ingmar
- 2000: Judith (TV) – Ante Lindström
- 2000: Järngänget – Anders
- 2000: Vingar av glas – Johan
- 2001: Drakarna över Helsingfors – Robin Åström
- 2001: Zoolander – Meekus
- 2001: D-dag – Den færdige film (TV)
- 2002: Hundtricket – Micke
- 2004: Hjärtslag – Piloten
- 2005: Som man bäddar – Nisse
- 2005: Revelations (TV) – Gunnar Eklind
- 2005: The Last Drop – Løytnant Jergen Voller
- 2005: Om Sara – Kalle
- 2006: Never Be Mine – Christopher
- 2006: Kill Your Darlings – Geert
- 2006: Cuppen (TV) – Micke
- 2006: Exit
- 2007: Leende guldbruna ögon (TV) – Boogey Knights sanger
- 2008: Generation Kill (TV) – Sergeant Brad «Iceman» Colbert
- 2008: True Blood (TV) – Eric Northman
- 2009: Metropia (animert film, stemme) – Stefan
- 2009: Var gæsteskuespiller i Lady Gagas musikvideoen, «Paparazzi».
- 2012: Battleship – Stone Hopper
- 2014: The Giver
- 2016: The Legend Of Tarzan
- 2017: Big Little Lies